# Fidżi na Letnich Igrzyskach Olimpijskich 2024
Fidżi na Letnich Igrzyskach Olimpijskich 2024 – występ kadry sportowców reprezentujących Fidżi na igrzyskach olimpijskich, które odbyły się w Paryżu we Francji, w dniach 26 lipca – 11 sierpnia 2024.
Reprezentacja Fidżi liczyła trzydzieścioro sześcioro zawodników – siedemnaście kobiet i dziewiętnastu mężczyzn, którzy wystąpili w 7 dyscyplinach.
Był to siedemnasty start Fidżi na letnich igrzyskach olimpijskich.

## Zdobyte medale
Fidżyjczycy zdobyli jeden medal – srebro rugbistów. Był to trzeci wynik w dotychczasowej historii startów Fidżi na letnich igrzyskach olimpijskich i najsłabszy występ od igrzysk w Londynie w 2012.
| Data     | Medal  | Zawodnik | Dyscyplina | Konkurencja      |
| -------- | ------ | --- | ---------- | ---------------- |
| 27 lipca | Srebro | Joji Nasova Joseva Talacolo Jeremaia Matana Sevuloni Mocenacagi Iosefo Baleiwairiki Ponepati Loganimasi Terio Veilawa Waisea Nacuqu Jerry Tuwai Iowane Teba Kaminieli Rasaku Selestino Ravutaumada Josaia Raisuqe Filipe Sauturaga | Rugby 7    | turniej mężczyzn |

## Reprezentanci

### Judo
| Zawodnik        | Konkurencja | 1/16             | 1/8              | Ćwierćfinał      | Półfinał         | Repasaże         | Finał / 3. miejsce | Finał / 3. miejsce | Źródła |
| Zawodnik        | Konkurencja | Przeciwnik Wynik | Przeciwnik Wynik | Przeciwnik Wynik | Przeciwnik Wynik | Przeciwnik Wynik | Przeciwnik Wynik   | Pozycja            | Źródła |
| --------------- | ----------- | ---------------- | ---------------- | ---------------- | ---------------- | ---------------- | ------------------ | ------------------ | ------ |
| Gerard Takayawa | +100 kg (m) | Fízeľ P 00-10    | NQ               | NQ               | NQ               | NQ               | NQ                 | NQ                 | [ 1 ]  |

### Lekkoatletyka
| Zawodnik     | Konkurencja       | Runda 1 | Runda 1 | Runda 2 | Runda 2 | Półfinał | Półfinał | Finał | Finał   | Źródło |
| Zawodnik     | Konkurencja       | Wynik   | Miejsce | Wynik   | Miejsce | Wynik    | Miejsce  | Wynik | Miejsce | Źródło |
| ------------ | ----------------- | ------- | ------- | ------- | ------- | -------- | -------- | ----- | ------- | ------ |
| Waisake Tewa | bieg na 100 m (m) | 10.73   | 25.     | NQ      | NQ      | NQ       | NQ       | NQ    | NQ      | [ 2 ]  |

### Pływanie
| Zawodnik           | Konkurencja           | Eliminacje | Eliminacje | Półfinał | Półfinał | Finał | Finał | Źródło |
| Zawodnik           | Konkurencja           | Czas       | Poz.       | Czas     | Poz.     | Czas  | Poz.  | Źródło |
| ------------------ | --------------------- | ---------- | ---------- | -------- | -------- | ----- | ----- | ------ |
| Anahira McCutcheon | 50 m st. dowolnym (k) | 26.88      | 37.        | NQ       | NQ       | NQ    | NQ    | [ 3 ]  |
| David Young        | 50 m st. dowolnym (m) | 22.71      | 40.        | NQ       | NQ       | NQ    | NQ    | [ 4 ]  |

### Rugby 7
składy
| - Reprezentacja kobiet - Verenaisi Ditavutu - Kolora Lomani - Sesenieli Donu - Alowesi Nakoci - Ana Maria Naimasi - Adi Vani Buleki - Ilisapeci Delaiwau - Reapi Ulunisau - Lavena Cavuru - Raijieli Daveua - Maria Rokutuisiga - Laisana Likuceva - Talei Wilson Trener: Saiasi Fuli |  | - Reprezentacja mężczyzn - Joji Nasova - Joseva Talacolo - Jeremaia Matana - Sevuloni Mocenacagi - Iosefo Baleiwairiki - Ponepati Loganimasi - Terio Veilawa - Waisea Nacuqu - Jerry Tuwai (kapitan) - Iowane Teba - Kaminieli Rasaku - Selestino Ravutaumada - Josaia Raisuqe - Filipe Sauturaga Trener: Osea Kolinisau |

| Konkurencja | Faza grupowa     | Faza grupowa              | Faza grupowa         | Faza grupowa | Ćwierćfinały     | Półfinały              | Finał                         | Finał  | Źródło |
| Konkurencja | Przeciwnik Wynik | Przeciwnik Wynik          | Przeciwnik Wynik     | Poz.         | Przeciwnik Wynik | Przeciwnik Wynik       | Przeciwnik Wynik              | Poz.   | Źródło |
| ----------- | ---------------- | ------------------------- | -------------------- | ------------ | ---------------- | ---------------------- | ----------------------------- | ------ | ------ |
| kobiety     | Kanada P 14–17   | Chiny P 12–40             | Nowa Zelandia P 7–38 | 4.           | NQ               | P9-12 Brazylia P 22–28 | M11 Południowa Afryka P 15–21 | 12.    | [ 5 ]  |
| mężczyzni   | Urugwaj W 40–12  | Stany Zjednoczone W 38–12 | Francja W 19–12      | 1. Q         | Irlandia W 19–15 | Australia W 31–7       | Francja P 7–28                | srebro | [ 6 ]  |

### Taekwondo
| Zawodnik               | Konkurencja | 1/16 finału      | 1/8 finału       | Ćwierćfinał      | Półfinał         | Repesaż          | Finał / 3.miejsce | Finał / 3.miejsce | Źródło |
| Zawodnik               | Konkurencja | Przeciwnik Wynik | Przeciwnik Wynik | Przeciwnik Wynik | Przeciwnik Wynik | Przeciwnik Wynik | Przeciwnik Wynik  | Pozycja           | Źródło |
| ---------------------- | ----------- | ---------------- | ---------------- | ---------------- | ---------------- | ---------------- | ----------------- | ----------------- | ------ |
| Lolohea Navuga Naitasi | -67 kg (k)  | BYE              | Al-Sadeq P 0-2   | NQ               | NQ               | NQ               | NQ                | NQ                | [ 7 ]  |
| Venice Traill          | +67 kg (k)  | BYE              | McGowan P 0-2    | NQ               | NQ               | NQ               | NQ                | NQ                | [ 8 ]  |

### Tenis stołowy
| Zawodnik | Konkurencja | Eliminacje       | Runda 1          | Runda 2          | Runda 3          | 1/8 finału       | Ćwierćfinały     | Półfinały        | Finał            | Finał   | Źródło |
| Zawodnik | Konkurencja | Przeciwnik Wynik | Przeciwnik Wynik | Przeciwnik Wynik | Przeciwnik Wynik | Przeciwnik Wynik | Przeciwnik Wynik | Przeciwnik Wynik | Przeciwnik Wynik | Pozycja | Źródło |
| -------- | ----------- | ---------------- | ---------------- | ---------------- | ---------------- | ---------------- | ---------------- | ---------------- | ---------------- | ------- | ------ |
| Vicky Wu | singel (m)  | BYE              | Pitchford P 0–4  | NQ               | NQ               | NQ               | NQ               | NQ               | NQ               | NQ      | [ 9 ]  |

### Żeglarstwo
| Zawodnik        | Konkurencja | Wyścig | Wyścig | Wyścig | Wyścig | Wyścig | Wyścig | Wyścig | Wyścig | Wyścig   | Wyścig   | Wyścig | Punkty | Finałowa pozycja | Źródło |
| Zawodnik        | Konkurencja | 1      | 2      | 3      | 4      | 5      | 6      | 7      | 8      | 9        | 10       | M*     | Punkty | Finałowa pozycja | Źródło |
| --------------- | ----------- | ------ | ------ | ------ | ------ | ------ | ------ | ------ | ------ | -------- | -------- | ------ | ------ | ---------------- | ------ |
| Sophia Morgan   | ILCA 6      | 33     | 28     | 20     | 38     | 40     | 38     | 33     | 38     | 29       | odw.     | NQ     | 257    | 37.              | [ 10 ] |
| Viliame Ratului | ILCA 7      | 43     | 43     | 41     | 41     | 42     | 42     | 32     | 42     | odwołany | odwołany | NQ     | 283    | 43.              | [ 11 ] |